# Dongdaemun-gu

Các phân cấp hành chính

Dongdaemun-gu (Đông Đại Môn khu; 東大門區) là một trong 25 quận (gu) của Seoul, Hàn Quốc. Quận này nằm ở bờ bắc của sông Hán. Văn phòng hành chính quận này ở Yongdu-dong, gần ga tàu điện ngầm của tuyến số 2.

## Lịch sử
Quận Dongdaemun được thành lập lần đầu tiên vào năm 1943 khi hệ thống "gu" bắt đầu và có diện tích lớn hơn ngày nay. Quận Seongbuk tách ra khỏi quận vào năm 1949, Changsin Dong và Sungin Dong đã được sáp nhập vào quận Jongno vào năm 1975. Thêm 17 dong (phường) được tách ra để trở thành quận Jungnang vào năm 1988.

## Phân cấp hành chính
Dongdaemun-gu hiện có 14 dong (phường), đơn vị hành chính nhỏ hơn khu (quận).
- Cheongnyangni-dong (Thanh Lương Lý động)
- Dapsimni 1-dong (Đạp Thập Lý động)
- Dapsimni 2-dong
- Hoegi-dong (Hồi Cơ động)
- Hwigyeong 1-dong (Huy Khương động)
- Hwigyeong 2-dong
- Imun 1-dong (Lý Môn động)
- Imun 2-dong
- Jangan 1-dong (Tràng An động)
- Jangan 2-dong
- Jegi-dong (Tế Cơ động)
- Jeonnong 1-dong (Điển Nông động)
- Jeonnong 2-dong
- Yongsin-dong

## Vận chuyển
Korail
- Tàu điện ngầm vùng thủ đô Seoul tuyến số 1
(Jongno-gu) ← Sinseol-dong — Jegi-dong — Cheongnyangni — Hoegi — Đại học Ngoại ngữ Hàn Quốc — Sinimun → (Seongbuk-gu)
- Tuyến Jungang ( Tuyến Gyeongui-Jungang)
(Seongdong-gu) ← Cheongnyangni (trên mặt đất) — Hoegi → (Jungnang-gu)

Seoul Metro
- Tàu điện ngầm Seoul tuyến số 2
Sinseol-dong — Yongdu → (Seongdong-gu)
- Tàu điện ngầm Seoul tuyến số 5 (Tàu điện ngầm vùng thủ đô Seoul tuyến số 5)
(Seongdong-gu) ← Dapsimni — Janghanpyeong → (Gwangjin-gu)

## Địa lý
Quận Dongdaemun giáp với quận Seongbuk về phía tây bắc, quận Jungnang về phía đông (với dòng suối Jungnangcheon tạo thành đường ranh giới), quận Gwangjin ở phía đông nam, quận Seongdong ở phía nam, gặp Jung-gu tại một điểm ở phía tây - nam và giáp quận Jongno về phía tây. Khu phố sầm uất nhất của quận Dongdaemun là khu vực Cheongnyangni - một vùng thương mại lớn được hình thành xung quanh ga Cheongnyangni, một trong những CBD thứ cấp của Seoul. Quận Dongdaemun được đặt theo tên của cổng phía đông trong các bức tường thành của thành phố Seoul là Dongdaemun, nhưng bản thân Dongdaemun thực sự nằm ở quận Jongno. Điều này là do một sự thay đổi ranh giới hành chính.

## Giáo dục

### Đại học
- Đại học Seoul
- Đại học Kyung Hee
- Đại học Ngoại ngữ Hàn Quốc

### Nghiên cứu
- Viện Nghiên cứu Tiên tiến Hàn Quốc

## Địa điểm thu hút
- Chợ Gyeongdong
- Chợ Dongseo
- Đài tưởng niệm vua Sejong
- Tài sản văn hóa thành phố Seoul: Seonnongdan (선농단 先農壇), vua Sejong Sindobi (세종대왕신도비 世宗大王神道碑, tượng đài bằng đá)
- Kho báu quốc gia: Supyo (수표 水標)
- Di tích lịch sử: Yeonghuiwon (영휘원 永徽園)[2]

Các khu mộ của Kim Byeongro (김병로 金炳魯), Han Yongwoon (한용운 韓龍雲), Ahn Changho và Oh Sechang (오세창 吳世昌) cũng nằm trong quận này.

## Đơn vị kết nghĩa
- An Quốc, Trung Quốc
- Diên Khánh, Trung Quốc
- Quảng Châu, Trung Quốc
- New York, Mỹ
- Los Angeles, Mỹ
- Paris, Pháp
- Lyon, Pháp
- Luân Đôn, Anh